# Trimethylsilan
Trimethylsilan ist eine chemische Verbindung aus der Gruppe der siliciumorganischen Verbindungen.

## Gewinnung und Darstellung
Trimethylsilan kann durch Reduktion von Chlortrimethylsilan mit einem geeigneten Reduktionsmittel (z. B. Lithiumaluminiumhydrid) gewonnen werden:
{\displaystyle {\ce {4 (CH3)3SiCl + LiAlH4 -> 4 (CH3)3SiH + LiCl + AlCl3}}}

## Eigenschaften
Trimethylsilan ist ein extrem entzündbares farbloses Gas mit widerlich süßlichem Geruch, das in Wasser hydrolysiert.

## Verwendung
Trimethylsilan wird zur Herstellung von Komponenten in der Elektronik- und Photovoltaikindustrie verwendet.

## Verwandte Verbindungen
- Methylsilan
- Dimethylsilan
- Tetramethylsilan
- Trimethylsilylgruppe